# 황금시편

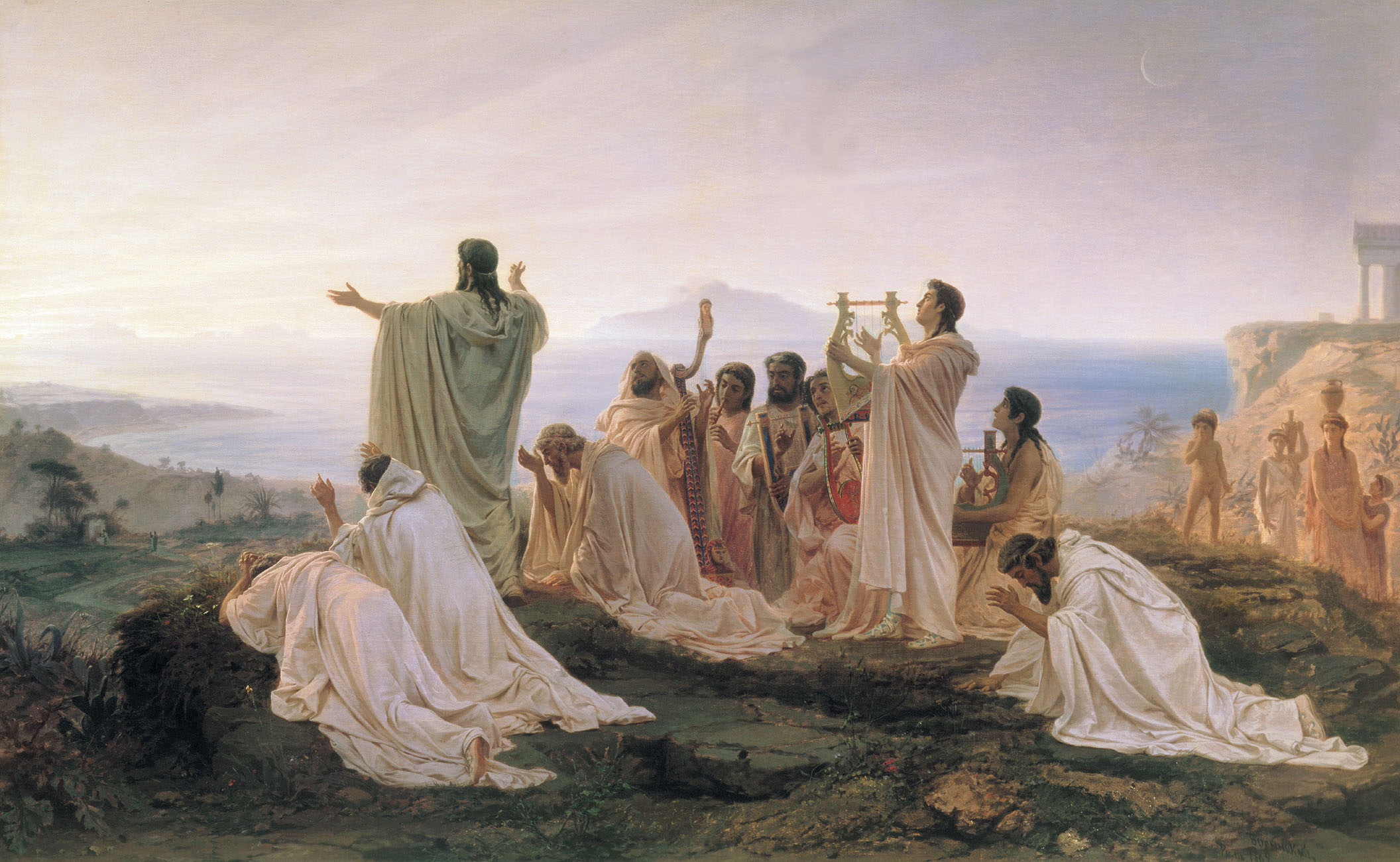
"피타고라스 학파의 떠오르는 태양 찬송" - 표도르 안드레이비치 브론니코프

황금시편(黃金詩篇, 그리스어: Χρύσεα Ἔπη 크뤼시아 에페[*])은 도의(道義)에 관한 권고들을 모은 책으로, 운율은 장단단격이며 6보격 형식으로 씌여진 71행의 시구로 구성되어 있다. 전통적으로 피타고라스가 쓴 것으로 귀속되었다.
황금시편의 정확한 기원은 알려져 있지 않으며 쓰여진 시기에 관해서도 다양한 의견이 있다. 아마 시편은 일찍이 기원전 3세기 즈음부터 알려져 왔던 것으로 보이나, 이것이 기원후 5세기 이전에도 실존했다는 것은 확증할 수 없다.
황금시편은 고대 말기에 널리 대중화되고 큰 인기를 누리면서 자주 인용되었다. 그 명성은 중세와 르네상스 시대까지 지속하였다.
신플라톤주의자들은 황금시편을 도덕 교육에서 준비 과정의 일환으로 사용하였으며, 시편에 관한 이들 주석 중 일부가 아직 현존한다.

## 같이 보기
- 피타고라스 학파

## 참고 문헌
- Joost-Gaugier, Christiane L. (2007년). 《Measuring Heaven: Pythagoras and his Influence on Thought and Art in Antiquity and the Middle Ages》, Cornell University Press. ISBN 978-0-8014-7409-5
- Schibli, Hermann S. (2002년). 《Hierocles of Alexandria》, Oxford University Press. ISBN 978-0-19-924921-3
- Kahn, Charles H. (2001년). 《Pythagoras and the Pythagoreans: A Brief History》, Hackett Publishing. ISBN 978-0-87220-575-8
- O'Meara, Dominic J. (2005년). 《Platonopolis: Platonic Political Philosophy in Late Antiquity》, Oxford University Press. ISBN 978-0-19-928553-2